# 99 Luftballons
«99 Luftballons» (нім. Neunundneunzig Luftballons, «99 повітряних кульок») — це пісня німецького музичного гурту Nena з їхнього однойменного альбому 1983 року. Англомовна версія, яка має назву «99 Red Balloons», написана автором Kevin McAlea, була також випущена в рамках альбому 99 Luftballons у 1984 році, після того як оригінальна пісня набула популярності у Європі та Японії. Англомовна версія пісні не є дослівним перекладом німецькомовного оригіналу та містить текст з дещо іншим змістом.

## Текст
Під час концерту the Rolling Stones у Західному Берліні у червні 1982 року гітарист гурту Nena Carlo Karges побачив запущені повітряні кульки. У той час як вони рухалися за горизонт, він помітив, що вони зміщуються та змінюють форму, виглядаючи наче дивний космічний корабель (у німецькому варіанті тексту — «UFO»). Він подумав про те, що може статися якщо вони перетнуть Берлінський мур та опиняться у радянському секторі.
Також гурт цитував статтю з американської газети Las Vegas Review-Journal про п'ятьох місцевих школярів, які у 1973 році організували розіграш, видаючи за НЛО 99 (один загубили) алюмінізованих кульок Майлар, до яких були прикріплені стрічкою дорожні фальшфейери. Червоне полум'я, світло від якого відбивалося від поверхні кульок створювало вигляд великого пульсуючого червоного об'єкта, що пролітає над каньйоном Ред Рок у штаті Невада.
Текст оригінальної німецькомовної пісні розповідає таку історію: 99 повітряних кульок помилково сприйняті за НЛО, змусивши генерала надіслати пілотів, щоб розібратися. Не знайшовши нічого окрім кульок, пілоти влаштовують на кульках демонстрацію вогневої потужності. Демонстрація сили викликає занепокоєння держав уздовж кордонів, а міністри оборони з кожної сторони підігрівають конфлікт, щоб захопити владу. На завершення катастрофічна війна, що почалася в результаті польоту невинних кульок, призводить до знищення всіх сторін, не залишаючи переможця, про що йдеться у розв'язці: «99 Jahre Krieg ließen keinen Platz für Sieger», що можна перекласти як «99 років війни не залишили переможців». Антивоєнна пісня завершується тим, що співак крокує скрізь понівечені руїни світу та знаходить повітряну кульку. Останній рядок пісні перекладається однаково з німецької та англійської: «Думаю про тебе та відпускаю її» («Denk' an dich und lass' ihn fliegen» / «I think of you and let it go»).

## Англійська версія та інші записи
Англомовна версія витримана у дусі оригіналу, але значна частина тексту перекладена не дослівно, а поетично: червоні гелієві кульки випадково випущені у небо оповідачкою разом із її неназваним другом. Пізніше ці кульки помилково сприймаються системою ядерного сповіщення як ворожі об'єкти, спричиняючи паніку та ядерну війну, кінець якої приблизно однаковий з німецькомовною версією.
Оригінальна німецькомовна пісня двічі перезаписувалася гуртом: версія у вигляді сучасної балади була включена до альбому Nena feat. Nena (2002), а ретро версія 2009 року транслювалася на франко-німецькому каналі Arte та містила декілька уривків французькою мовою.
Записи пісні наживо містяться у всіх семи «живих» альбомах Nena з 1995-го до 2018 років.

## Сприйняття
Американська та австралійська публіка віддає перевагу оригінальній німецькомовній версії, яка стала дуже популярною неангломовною піснею, очоливши музичні чарти в обох країнах.
У виданій у 2010 році книжці «Музика: що сталося?» (Music: What Happened?), критик та музикант Scott Miller завив, що пісня є однією з найбільш «чіпляючих» у 1980-х, поставивши її серед найкращих пісень 1984 року.

## Відеокліп
Рекламний кліп, що був зроблений для нідерландської музичної програми TopPop та показаний в ефірі 13 березня 1983 року, був знятий на нідерландській військовій тренувальній базі, де гурт виконав пісню на сцені на тлі вогню та вибухів, організованих армією Нідерландів. У кінці кліпу видно, як гурт, прикриваючись, залишає сцену, що було раніше ніж заплановано, оскільки вони вважали, що вибухи виходять з-під контролю.
Американський кабельний телевізійний канал VH1 Classic у 2006 році запустив благодійну акцію для допомоги жертва урагану Катріна. Глядачі, які зробили пожертву, мали змогу обрати кліпи для трансляції на каналі. Один з глядачів пожертвував 35 тисяч доларів, щоб заповнити годину ефіру трансляцією кліпів «99 Luftballons» та «99 Red Balloons». Канал транслював ці кліпи з 14:00 до 15:00 26 березня 2006 року.